# Marcel Martiny
Marcel Martiny (Nizza, 11 novembre 1897 – Nizza, 16 settembre 1982) è stato un medico, antropologo e parapsicologo francese, che contribuì alla teoria dei somatotipi di Sheldon. Fu presidente dell'Institut métapsychique international di Parigi dal 1962 al 1982.

## Essai de biotypologie humain
Il suo testo fondamentale è Essai de biotypologie humain ("Saggio di biotipologia umana"), una rigorosa miniera di informazioni bioantropometriche e caratterologiche per le fasi endoblastica, mesoblastica, ectoblastica e cordoblastica dello sviluppo embrio-fetale.
Il trattato stabilisce una correlazione fra i somatotipi proposti da Perez, Ribot, Alfred Fouillée, Lévy, Qeyrat, Paulin Malapert, Jung, Heyman-Wiersma, Le Senne, cercando di stabilire un legame tra le costituzioni morfologiche e i gruppi sanguigni detti maggiori.

Apporta un contributo alla pseudoscienza chiamata morfopsicologia che si propone di correlare tratti psicologici e tratti somatici del volto umano, in modo simile alla fisiognomica prodotta dal Secolo dei Lumi francese.
Pur avendo seguito migliaia di adolescenti francesi nel loro sviluppo fisico, intellettuale, professionale e morale, la trattazione presenta un taglio meno statistico rispetto agli scritti di William Herbert Sheldon.